# Sonia Ganassi
Sonia Ganassi (1966) es una mezzosoprano italiana de ópera, especialista en repertorio italiano y, en menor medida, francés.

## Biografía
Nació en Reggio Emilia y estudió canto con Alain Billard. En 1990 ganó el Premio Spoleto y dos años después hizo su debut en Roma con la ópera de Gioachino Rossini El barbero de Sevilla donde cantaba el personaje de Rosina. Desde entonces, Sonia Ganassi ha interpretado a un gran número de heroínas belcantistas como Leonora de La Favorita, Sara de Roberto Devereux, Isabel I en María Estuardo o Juana Seymour en Ana Bolena, todas óperas de Gaetano Donizetti. También abordó los personajes de Rossini de Angelina de La Cenerentola, Elena de La dama del lago o Isabela en La italiana en Argel.
Entre otros muchos papeles, ha sido Adalgisa en Norma Vincenzo Bellini, y de Wolfgang Amadeus Mozart ha sido Doña Elvira en Don Giovanni y Cherubino en Las bodas de Fígaro.
Posteriormente, Sonia Ganassi comenzó a abordar papeles para mezzo dramática como la Princesa de Éboli en Don Carlos o Anmeris en Aida, ambas de Giuseppe Verdi, o Santuzza en Caballeria rusticana de Pietro Mascagni.
También ha frecuentado el repertorio francés, abordando roles como Nicklause en Los cuentos de Hoffmann de Jacques Offenbach, Charlotte en Werther de Jules Massenet o el rol homónimo de Carmen de George Bizet.
En 1999 ganó el Premio Franco Abbiati.
Sonia Ganassi ha actuado en los cosos operísticos más importantes como la Scala de Milán, el Metropolitan de Nueva York, la Ópera de Viena, la Ópera de Múnich, el Teatro Real de Madrid, el Liceo de Barcelona o la Ópera de París.